# Kate Douglas Wiggin

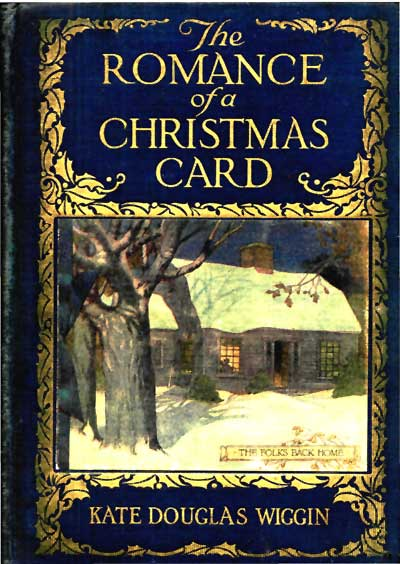

Kate Douglas Wiggin (n. 28 septembrie 1856, Philadelphia – d. 24 august 1923, Harow, Anglia) a fost educatoare și scriitoare americană de literatură pentru copii.

## Biografie
Kate Douglas Smith Wiggin, s-a născut în Philadelphia, familia ei este originară din Țara Galilor. Kate deschide „The Silver Street Free Kindergarten” în anul 1878 prima grădiniță gratuită din  San Francisco. Impreună cu sora ei vor deschide în anul 1880 un curs pentru educatoare. O perioadă de timp locuiește în Maine unde începe să scrie autobiografia ei și cartea „The Old Peabody”. Kate Douglas Wiggin a scris în special literatură pentru copii dintre care cele mai cunoscute sunt The Birds' Christmas Carol (1887) si Rebecca of Sunnybrook Farm (1903).

## Opere mai importante
- 1883: Story of Patsy
- 1887: The Birds' Christmas Carol
- 1898: Penelope's Progress
- 1903: Rebecca of Sunnybrook Farm
- 1909: Susanna and Sue
- 1923: My Garden of Memory (Autobiografie)